# Валекорса
Валекорса (итал. Vallecorsa) је насеље у Италији у округу Фрозиноне, региону Лацио.
Према процени из 2011. у насељу је живело 2353 становника. Насеље се налази на надморској висини од 372 м.

## Становништво
| 1931. | 1936. | 1951. | 1961. | 1971. | 1981. | 1991. | 2001. | 2011. |
| ----- | ----- | ----- | ----- | ----- | ----- | ----- | ----- | ----- |
| 4.259 | 4.170 | 4.053 | 3.834 | 3.610 | 3.622 | 3.489 | 3.115 | 2.800 |